# Lepadella zigzag
Lepadella zigzag is een raderdiertjessoort uit de familie Lepadellidae. De wetenschappelijke naam van deze soort is voor het eerst geldig gepubliceerd in 2007 door Segers.